# Долана, Либор
Либор Долана (чеш. Libor Dolana, родился 6 мая 1964, Градец-Кралове) — бывший чешский хоккеист, нападающий. 3-кратный чемпион Чехословакии, 2-кратный бронзовый призёр чемпионатов мира.

## Биография
Либор Долана начал свою карьеру в команде «Пардубице». В 1982 году перешёл в армейский клуб «Дукла Йиглава», в котором три раза выигрывал чемпионат Чехословакии. В 1984 году Долана должен был вернуться в «Пардубице», но отказался это сделать. По этой причине он вынужден был полностью пропустить сезон 1984/85. Завершил карьеру в 1998 году, в клубе чешской первой лиги «Гавличкув-Брод».
В составе сборной Чехословакии Долана дважды становился бронзовым призёром мировых чемпионатов.
После окончания игровой карьеры стал тренером. Работал с юниорскими командами йиглавской «Дуклы».

## Достижения
- Чемпион Чехословакии 1983, 1984 и 1991
- Серебряный призёр чемпионата Чехословакии 1986 и 1987
- Бронзовый призёр чемпионата Чехословакии 1988
- Серебряный призёр чемпионата Европы среди юниоров 1981, 1982 и молодёжного чемпионата мира 1983
- Бронзовый призёр чемпионатов мира 1987, 1990 и молодёжного чемпионата мира 1984
- Лучший снайпер Швейцарской национальной лиги Б 1992 (58 шайб)

## Статистика
- Чемпионат Чехии (Чехословакии) — 377 игр, 315 очков (175+140)
- Чешская вторая лига — 83 игры, 92 очка (59+33)
- Сборная Чехословакии — 79 игр, 21 шайба
- Швейцарская национальная лига Б — 119 игр, 228 очков (142+86)
- Всего за карьеру — 658 игр, 397 шайб

## Семья
Отец Иржи Долана (род. 12.03.1937 г.) — бывший чехословацкий хоккеист, лучший бомбардир чемпионата Чехословакии 1963 года, бронзовый призёр Олимпийских игр 1964 года.
Сыновья Томаш Долана (род. 22.03.1985 г.) и Роман Долана (род. 28.07.1988 г.) также хоккеисты, играющие в Швейцарии.